# مارك روجرز (عازف قيثارة)
مارك روجرز هو عازف قيثارة كندي، ولد في 1971.

## وصلات خارجية
- مارك روجرز على موقع ميوزك برينز (الإنجليزية)
- مارك روجرز على موقع ديسكوغز (الإنجليزية)